# Windrose Aviation
Windrose Airlines ist eine ukrainische Fluggesellschaft mit Sitz in Kiew und Heimatbasis auf dem Flughafen Kiew-Boryspil.

## Geschichte
Die am 28. Oktober 2003 gegründete Gesellschaft nahm Ende 2008 Flüge von Kiew nach Moskau-Domodedovo auf. 2009 expandierte sie stark, gefolgt von einer ebenso deutlichen Reduktion. Wind Rose Aviation ist wie auch Dniproawia, Aerosvit und Donbassaero Teil der Ukrainian Aviation Group. Die beiden letztgenannten stellten jedoch 2013 den Flugbetrieb ein, ebenso Dniproawia im Jahr 2018.

## Flugziele
Windrose Airlines betreibt private Charterflüge nach Europa, den Nahen Osten und Südamerika. Angeflogen werden von Boryspil aus Antalya, Colombo, Dubai, Hurghada, Kittilä, Kuusamo, Poprad, Rovaniemi, Salzburg, Scharm El-Scheich und Sofia.

## Flotte

### Aktuelle Flotte

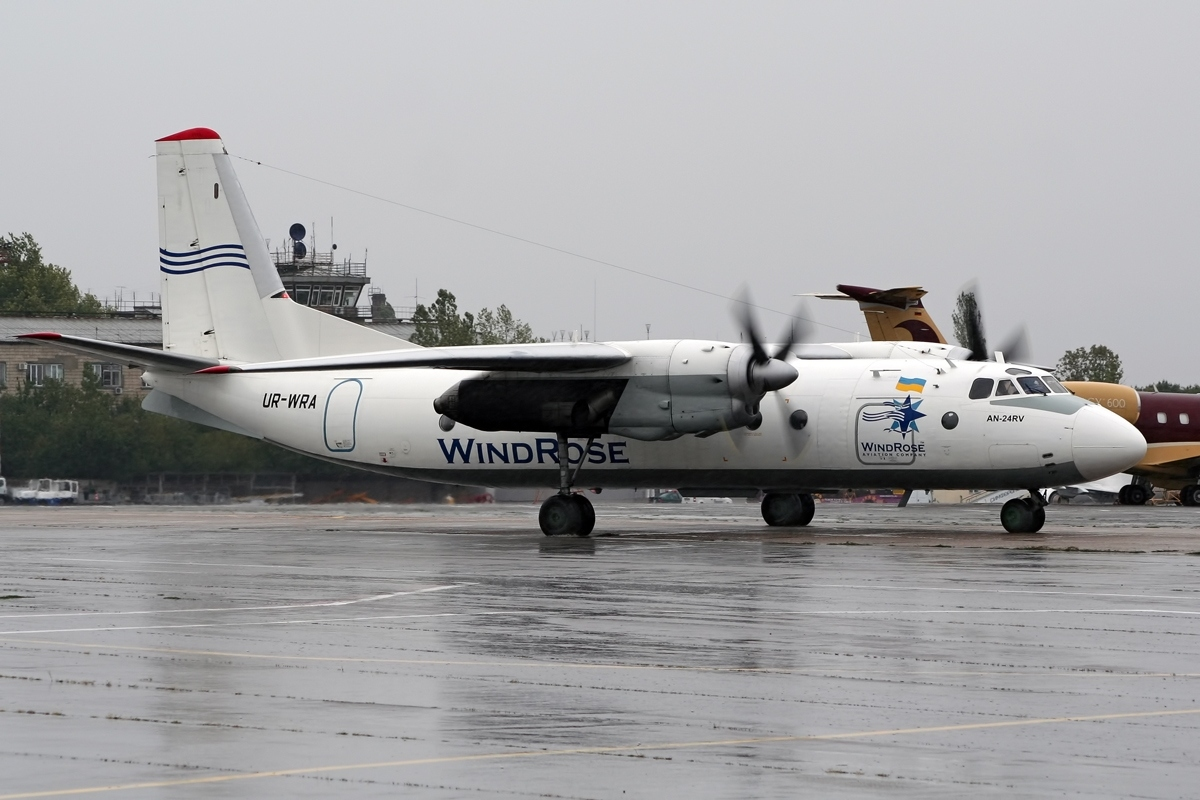
Eine Antonow An-24 der Wind Rose Aviation

Mit Stand April 2025 besteht die Flotte der Windrose Airlines aus sechs Flugzeugen mit einem Durchschnittsalter von 13,1 Jahren:
| Flugzeugtyp     | Anzahl | bestellt | Anmerkungen | Sitzplätze | Durchschnittsalter |
| --------------- | ------ | -------- | ----------- | ---------- | ------------------ |
| ATR 72-600      | 3      |          | inaktiv     | 72 70      | 09,3 Jahre         |
| Airbus A321-200 | 2      |          | inaktiv     | 218 212    | 18,6 Jahre         |
| Embraer ERJ-190 | 1      |          |             | 104        | 13,5 Jahre         |
| Gesamt          | 6      | -        |             |            | 13,1 Jahre         |

### Ehemalige Flugzeugtypen
Darüber hinaus setzte Windrose Airlines in der Vergangenheit noch folgende Flugzeugtypen ein:
- Airbus A320-200
- Airbus A330-200
- Antonow An-24
- Boeing 737-400
- Boeing 737-800
- Boeing 737-900ER
- Douglas DC-9
- Embraer 145
- Embraer 195
- McDonnell Douglas MD-82/83